# Ablation laser pulsé
Pour les articles homonymes, voir PLD.
L'ablation laser pulsé (en anglais Pulsed Laser Deposition ou PLD) est une méthode de dépôt en couches minces utilisant un laser de très forte puissance. Elle permet de facilement produire divers alliages binaires.

## Historique
Expérimentée pour la première fois en 1965, par H.M. Smith et A.F. Turner, la découverte de l'ablation laser pulsé fait suite aux récentes avancées concernant l'étude et la compréhension des phénomènes d'interactions entre les lasers et les surfaces solides. D'abord peu efficace, il faudra attendre près de vingt ans et d'importants progrès techniques (chambres à vides performantes, lasers plus puissants...), pour que D. Dijkkamp et al., parviennent, en 1987 à synthétiser pour la première fois des films minces de {\displaystyle YBa_{2}Cu_{3}O_{7}} (oxyde supraconducteur) de grande qualité. L'intérêt croissant porté à ces nouveaux matériaux et la récente efficacité de la technique rendent alors possible sa démocratisation dans de nombreux laboratoires de recherche.
Il existe une variante « à double laser » permettant dans la même enceinte d'utiliser un laser divisé en deux (par un miroir semi-réfléchissant, avant l’entrée dans la  chambre  à  vide), de manière que les deux faisceaux arrivent avec un angle de 90° (l’un  par  rapport  à  l’autre) sur deux  cibles de matériaux différents à ablater.

## Principe
Techniquement, les dépôts de couches minces par ablation laser pulsé sont fondés sur l'interaction entre le matériau cible que l'on souhaite déposer et un faisceau laser impulsionnel (impulsion de l'ordre de la nanoseconde) de forte énergie. Lors du processus d'irradiation laser, des particules sont éjectées de la cible. Dans un premier temps, confinées près de la surface de la cible, ces particules constituent ce que l'on appelle la couche de Knudsen. De mêmes dimensions que le spot laser (1 à 2 {\displaystyle mm^{2}}), cette dernière est principalement composée d'ions, d'électrons, mais également d'atomes neutres, de particules diatomiques ou encore de gouttelettes de matériaux en fusion...

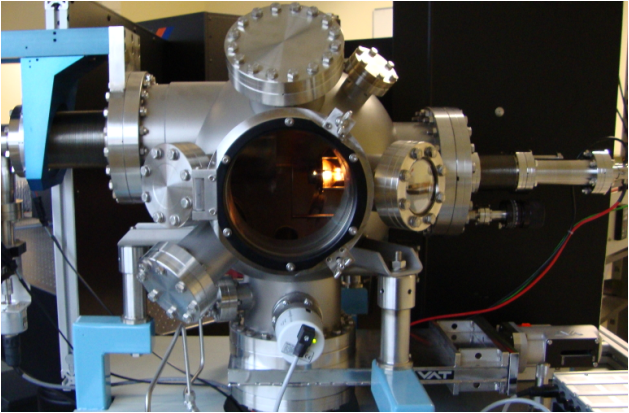
Dispositif d'ablation laser pulsé

Relativement dense ({\displaystyle 10^{19}} à {\displaystyle 10^{20}} particules.{\displaystyle cm^{-3}}), la couche de Knudsen constitue le siège d'un grand nombre de collisions entre particules, ce qui engendre une élévation de la température au niveau du matériau cible. Ce fort taux de collisions, couplé à l'absorption du faisceau laser conduisent alors à l'ionisation de la couche de Knudsen, puis à la formation d'un plasma, appelé "plume". L'expansion de celui-ci, permet enfin la libération et le dépôt des particules à la surface du substrat monocristallin, positionné en vis-à-vis de la cible. De plus, les dépôts de couches minces par ablation laser pulsé peuvent s'effectuer sous des conditions de vide poussé, mais également en présence de gaz ambiants, comme l'oxygène (dépôts d'oxydes), l'azote, ou encore l'argon (milieu inerte).

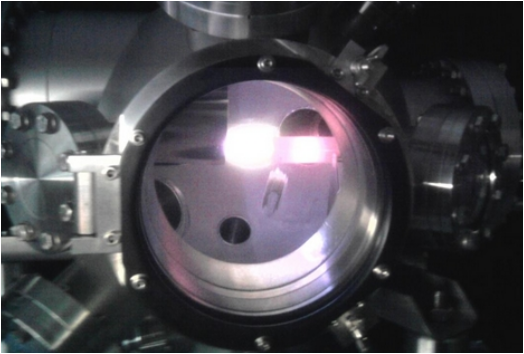
Formation de la plume

On obtient alors des films possédant différentes caractéristiques, comme : l'épaisseur, la cristallisation ou l'homogénéité en composition, qui dépendent directement de l'état des particules contenues dans le plasma avant l'impact sur le substrat (état d'excitation, énergie cinétique, composition spatiale du plasma...), mais aussi du substrat utilisé (température, nature, orientation...). Un grand nombre de paramètres peuvent de ce fait influencer le dépôt : l'énergie du laser, la fréquence d'impulsion, la présence ou non de gaz résiduel dans l'enceinte, mais aussi la température du substrat ou encore la distance cible-substrat... La technique d'ablation laser pulsé permet donc de réaliser des dépôts de matériaux complexes aux propriétés remarquables: supraconducteurs, ferromagnétiques, ferroélectriques, multiferroïques...

## Appareillage
Le dispositif d'ablation laser est relativement simple, comprenant outre le système laser :
- une chambre à vide
- un système de pompage
- un porte-cible rotatif
- un porte-substrat chauffant

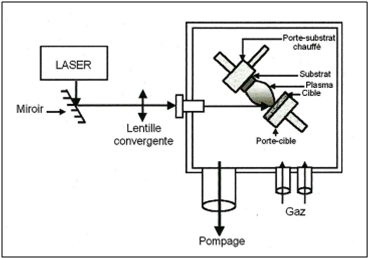
Dispositif

- des lentilles, miroirs et divers instruments de contrôle...